# 1. Fußball- und Sportverein Mainz 05 1997-1998
Questa voce raccoglie le informazioni riguardanti il 1. Fußball- und Sportverein Mainz 05 nelle competizioni ufficiali della stagione 1997-1998.

## Stagione
Nella stagione 1997-1998 il Magonza, allenato da Reinhard Saftig, Manfred Lorenz, Dietmar Constantini e Wolfgang Frank, concluse il campionato di 2. Bundesliga al 10º posto. In Coppa di Germania il Magonza fu eliminato al secondo turno dall'Ulma.

## Rosa
| N. |                     | Ruolo | Calciatore           |
| -- | ------------------- | ----- | -------------------- |
| 1  | Germania (bandiera) | P     | Dimo Wache           |
| 2  | Germania (bandiera) | D     | Helmut Gabriel       |
| 3  | Germania (bandiera) | D     | Uwe Stöver           |
| 4  | Germania (bandiera) | D     | Jürgen Klopp         |
| 5  | Germania (bandiera) | D     | Peter Neustädter     |
| 6  | Germania (bandiera) | C     | Lars Schmidt         |
| 7  | Germania (bandiera) | A     | Sven Demandt         |
| 8  | Germania (bandiera) | C     | Torsten Lieberknecht |
| 9  | Germania (bandiera) | A     | Marco Grevelhörster  |
| 10 | Togo (bandiera)     | A     | Jacques Goumai       |
| 11 | Germania (bandiera) | C     | Christian Hock       |
| 12 | Germania (bandiera) | C     | Steffen Herzberger   |
| 13 | Germania (bandiera) | C     | Florian Sohler       |
| 14 | Germania (bandiera) | C     | Jürgen Kramny        |

| N. |                                | Ruolo | Calciatore       |
| -- | ------------------------------ | ----- | ---------------- |
| 15 | Germania (bandiera)            | C     | Adrian Spyrka    |
| 16 | Croazia (bandiera)             | A     | Stipan Jakic     |
| 17 | Romania (bandiera)             | C     | Roland Nagy      |
| 18 | Germania (bandiera)            | C     | Fabrizio Hayer   |
| 20 | Germania (bandiera)            | A     | Guido Erhard     |
| 21 | Serbia e Montenegro (bandiera) | D     | Miroslav Tanjga  |
| 22 | Germania (bandiera)            | P     | Stephan Kuhnert  |
| 23 | Germania (bandiera)            | P     | Holger Bernhardt |
| 24 | Germania (bandiera)            | C     | Sandro Schwarz   |
| 26 | Germania (bandiera)            | D     | Christian Bauer  |
| 27 | Germania (bandiera)            | D     | Dennis Probst    |
| 28 | Romania (bandiera)             | C     | Aurel Panait     |
| 29 | Ghana (bandiera)               | A     | Sebastian Barnes |
| 30 | Brasile (bandiera)             | A     | Luiz Antônio     |

## Organigramma societario
Area tecnica
- Allenatore: Wolfgang Frank
- Allenatore in seconda: Michael Blättel
- Preparatore dei portieri:
- Preparatori atletici:

## Calciomercato

### Sessione estiva
| Acquisti | Acquisti       | Acquisti         | Acquisti |
| R.       | Nome           | da               | Modalità |
| -------- | -------------- | ---------------- | -------- |
| C        | Roland Nagy    | FCSB             |          |
| C        | Fabrizio Hayer | Waldhof Mannheim |          |
| C        | Jürgen Kramny  | Saarbrücken      |          |
| C        | Sandro Schwarz | Magonza II       |          |

| Cessioni | Cessioni           | Cessioni          | Cessioni |
| R.       | Nome               | a                 | Modalità |
| -------- | ------------------ | ----------------- | -------- |
| C        | Markus Kreuz       | Hannover 96       |          |
| C        | Abderrahim Ouakili | Monaco 1860       |          |
| C        | Bruno Akrapović    | TeBe Berlino      |          |
| D        | Marek Lemsalu      | Flora Tallinn     |          |
| D        | Lars Meyer         | Kickers Offenbach |          |
| C        | Michael Osei       | Vanspor           |          |
| A        | Gustav Policella   | Lubecca           |          |
| D        | Hendrik Weiss      | Wehen Wiesbaden   |          |

### Sessione invernale
| Acquisti | Acquisti       | Acquisti  | Acquisti |
| R.       | Nome           | da        | Modalità |
| -------- | -------------- | --------- | -------- |
| A        | Jacques Goumai | St. Pauli |          |
| C        | Aurel Panait   | Wuppertal |          |

| Cessioni | Cessioni | Cessioni | Cessioni |
| R.       | Nome     | a        | Modalità |
| -------- | -------- | -------- | -------- |

## Risultati

### 2. Bundesliga

#### Girone di andata
| Arbitro: | Strampe |

|                            |           |                               |
| Hartig 18’ Zeiler 27’, 37’ | Marcatori | 72’ Demandt 85’ Grevelhörster |

| Arbitro: | Friedrichs |

|                                             |           |           |
| Hock 14’ Ouakili 18’ Grevelhörster 25’, 29’ | Marcatori | 80’ Kerbr |

| Arbitro: | Lange |

|                           |           |  |
| Savichev 28’ Springer 90’ | Marcatori |  |

| Arbitro: | Fleischer |

|             |           |           |
| Demandt 49’ | Marcatori | 18’ Flock |

| Arbitro: | Salver |

|                                  |           |                      |
| Jasarević 57’ (aut.) Demandt 60’ | Marcatori | 65’ Hermel 90’ Menze |

| Arbitro: | Malbranc |

|                |           |           |
| Krieg 43’, 85’ | Marcatori | 63’ Klopp |

| Arbitro: | Sippel |

|                         |           |  |
| Ouakili 75’ (rig.), 82’ | Marcatori |  |

| Arbitro: | Wezel |

|            |           |                    |
| Bläker 16’ | Marcatori | 88’ (rig.) Ouakili |

| Arbitro: | Kadach |

|                                        |           |                                  |
| Ouakili 11’ (rig.), 83’ Herzberger 25’ | Marcatori | 3’ Beierle 36’ Marić 84’ Bounoua |

| Arbitro: | Werthmann |

|                   |           |                        |
| Konetzke 40’, 46’ | Marcatori | 60’ Kramny 87’ Ouakili |

| Arbitro: | Weiner |

|                           |           |                                                          |
| Herzberger 6’ Ouakili 82’ | Marcatori | 14’, 80’ Möckel 25’ Wiesinger 44’ (aut.) Wache 81’ Kurth |

| Arbitro: | Kinhöfer |

|                          |           |             |
| Hoffmann 30’ Wassmer 66’ | Marcatori | 89’ Demandt |

| Arbitro: | Meyer |

|                            |           |                 |
| Ouakili 10’ Herzberger 87’ | Marcatori | 22’ Bittencourt |

| Arbitro: | Lange |

|                        |           |                              |
| Nierlich 32’ Weber 56’ | Marcatori | 16’ Klopp 40’ (rig.) Ouakili |

| Arbitro: | Gettke |

|            |           |           |
| Tanjga 42’ | Marcatori | 77’ Weber |

| Arbitro: | Sippel |

|  |           |             |
|  | Marcatori | 85’ Demandt |

| Arbitro: | Hufgard |

|                                 |           |  |
| Klopp 73’ Kramny 76’ Sohler 90’ | Marcatori |  |

#### Girone di ritorno
| Arbitro: | Wendorf |

|            |           |             |
| Goumai 78’ | Marcatori | 62’ Rraklli |

| Arbitro: | Hilmes |

|                             |           |                           |
| Kuhnert 45’ (aut.) Türr 52’ | Marcatori | 4’ Herzberger 59’ Demandt |

| Magonza 1º marzo 1998, ore 15:00 CET 20ª giornata | Magonza | 0 – 0 referto | St. Pauli | Stadion am Bruchweg (8 083 spett.)\| Arbitro: \| Frey \| |
| Arbitro:                                          | Frey    |               |           |                                                          |

| Arbitro: | Wezel |

|                                   |           |                      |
| Wagner 15’ Vier 44’ Schürmann 79’ | Marcatori | 18’ Sohler 42’ Klopp |

| Zwickau 15 marzo 1998, ore 15:00 CET 22ª giornata | Zwickau | 0 – 0 referto | Magonza | Westsachsenstadion (3 468 spett.)\| Arbitro: \| Hauer \| |
| Arbitro:                                          | Hauer   |               |         |                                                          |

| Arbitro: | Kammerer |

|                      |           |                         |
| Demandt 5’ Hayer 79’ | Marcatori | 54’ Brdarić 57’ Akonnor |

| Arbitro: | Kadach |

|                      |           |  |
| Panferov 9’ Tare 90’ | Marcatori |  |

| Arbitro: | Buchhart |

|            |           |                                    |
| Kramny 38’ | Marcatori | 58’ Korobka 62’ Feinbier 90’ Majek |

| Arbitro: | Hufgard |

|           |           |                           |
| Marić 87’ | Marcatori | 7’ Herzberger 65’ Demandt |

| Magonza 17 aprile 1998, ore 19:00 CEST 27ª giornata | Magonza  | 0 – 0 referto | Energie Cottbus | Stadion am Bruchweg (7 018 spett.)\| Arbitro: \| Kinhöfer \| |
| Arbitro:                                            | Kinhöfer |               |                 |                                                              |

| Arbitro: | Blumenstein |

|               |           |  |
| Wiesinger 84’ | Marcatori |  |

| Arbitro: | Müller |

|  |           |              |
|  | Marcatori | 77’ Schumann |

| Arbitro: | Meyer |

|                     |           |                                 |
| Heidrich 80’ (rig.) | Marcatori | 11’ Herzberger 62’, 67’ Demandt |

| Arbitro: | Werthmann |

|                                         |           |  |
| Kramny 1’ Demandt 5’, 22’, 45’ Hock 58’ | Marcatori |  |

| Arbitro: | Weiner |

|                            |           |                         |
| Weber 10’ Westerthaler 38’ | Marcatori | 62’ Hock 65’ Neustädter |

| Arbitro: | Fleischer |

|                                   |           |             |
| Herzberger 67’ Demandt 85’ (rig.) | Marcatori | 16’ Scherbe |

| Arbitro: | Salver |

|  |           |                                   |
|  | Marcatori | 41’ Kramny 58’ Sohler 79’ Demandt |

### Coppa di Germania
| Arbitro: | Hauer |

|                                                     |                      |                                                 |
| Serr 32’ (rig.) Jedlicka 61’                        | Marcatori            | 19’ Demandt 50’ Klopp                           |
| Gockel Sumelka Serr Antwerpen Böcker Gruszka Kusmin | Tiri di rigore 6 – 7 | Hayer Schmidt Spyrka Sohler Demandt Klopp Wache |

| Arbitro: | Hilmes |

|                                             |           |             |
| Bódog 17’ Trkulja 56’ Fritz 73’ Buterin 79’ | Marcatori | 65’ Ouakili |

## Statistiche

### Statistiche di squadra
| Competizione      | Punti | In casa | In casa | In casa | In casa | In casa | In casa | In trasferta | In trasferta | In trasferta | In trasferta | In trasferta | In trasferta | Totale | Totale | Totale | Totale | Totale | Totale | DR |
| Competizione      | Punti | G       | V       | N       | P       | Gf      | Gs      | G            | V            | N            | P            | Gf           | Gs           | G      | V      | N      | P      | Gf     | Gs     | DR |
| ----------------- | ----- | ------- | ------- | ------- | ------- | ------- | ------- | ------------ | ------------ | ------------ | ------------ | ------------ | ------------ | ------ | ------ | ------ | ------ | ------ | ------ | -- |
| 2. Bundesliga     | 44    | 17      | 6       | 8       | 3       | 31      | 22      | 17           | 4            | 6            | 7            | 24           | 26           | 34     | 10     | 14     | 10     | 55     | 48     | +7 |
| Coppa di Germania | -     | 0       | 0       | 0       | 0       | 0       | 0       | 2            | 0            | 1            | 1            | 3            | 6            | 2      | 0      | 1      | 1      | 3      | 6      | -3 |
| Totale            | 44    | 17      | 6       | 8       | 3       | 31      | 22      | 19           | 4            | 7            | 8            | 27           | 32           | 36     | 10     | 15     | 11     | 58     | 54     | +4 |

### Andamento in campionato
| Giornata  | 1  | 2 | 3  | 4  | 5  | 6  | 7 | 8  | 9  | 10 | 11 | 12 | 13 | 14 | 15 | 16 | 17 | 18 | 19 | 20 | 21 | 22 | 23 | 24 | 25 | 26 | 27 | 28 | 29 | 30 | 31 | 32 | 33 | 34 |
| --------- | -- | - | -- | -- | -- | -- | - | -- | -- | -- | -- | -- | -- | -- | -- | -- | -- | -- | -- | -- | -- | -- | -- | -- | -- | -- | -- | -- | -- | -- | -- | -- | -- | -- |
| Luogo     | T  | C | T  | C  | C  | T  | C | T  | C  | T  | C  | T  | C  | T  | C  | T  | C  | C  | T  | C  | T  | T  | C  | T  | C  | T  | C  | T  | C  | T  | C  | T  | C  | T  |
| Risultato | P  | V | P  | N  | N  | P  | V | N  | N  | N  | P  | P  | V  | N  | N  | V  | V  | N  | N  | N  | P  | N  | N  | P  | P  | V  | N  | P  | P  | V  | V  | N  | V  | V  |
| Posizione | 12 | 7 | 13 | 11 | 11 | 13 | 9 | 12 | 12 | 13 | 16 | 16 | 15 | 14 | 14 | 12 | 10 | 10 | 11 | 12 | 12 | 13 | 13 | 15 | 15 | 14 | 15 | 15 | 15 | 15 | 15 | 14 | 13 | 10 |

Legenda:

Luogo: C = Casa; T = Trasferta. Risultato: V = Vittoria; N = Pareggio; P = Sconfitta.

### Statistiche dei giocatori
| Giocatore        | 2. Bundesliga | 2. Bundesliga | 2. Bundesliga | 2. Bundesliga | Coppa di Germania | Coppa di Germania | Coppa di Germania | Coppa di Germania | Totale   | Totale | Totale      | Totale     |
| Giocatore        | Presenze      | Reti          | Ammonizioni   | Espulsioni    | Presenze          | Reti              | Ammonizioni       | Espulsioni        | Presenze | Reti   | Ammonizioni | Espulsioni |
| ---------------- | ------------- | ------------- | ------------- | ------------- | ----------------- | ----------------- | ----------------- | ----------------- | -------- | ------ | ----------- | ---------- |
| L. Antônio       | 12            | 0             | 0             | 0             | 1                 | 0                 | 0                 | 0                 | 13       | 0      | 0           | 0          |
| S. Barnes        | 6             | 0             | 2             | 0             | 0                 | 0                 | 0                 | 0                 | 6        | 0      | 2           | 0          |
| C. Bauer         | 1             | 0             | 0             | 0             | 0                 | 0                 | 0                 | 0                 | 1        | 0      | 0           | 0          |
| H. Bernhardt     | 2             | 0             | 0             | 0             | 0                 | 0                 | 0                 | 0                 | 2        | 0      | 0           | 0          |
| S. Demandt       | 34            | 15            | 4             | 0             | 2                 | 1                 | 0                 | 0                 | 36       | 16     | 4           | 0          |
| G. Erhard        | 4             | 0             | 1             | 0             | 1                 | 0                 | 0                 | 0                 | 5        | 0      | 1           | 0          |
| H. Gabriel       | 6             | 0             | 1             | 0             | 0                 | 0                 | 0                 | 0                 | 6        | 0      | 1           | 0          |
| J. Goumai        | 9             | 1             | 1             | 0             | 0                 | 0                 | 0                 | 0                 | 9        | 1      | 1           | 0          |
| M. Grevelhörster | 31            | 3             | 3             | 0             | 2                 | 0                 | 0                 | 0                 | 33       | 3      | 3           | 0          |
| F. Hayer         | 25            | 1             | 2             | 0             | 2                 | 0                 | 0                 | 0                 | 27       | 1      | 2           | 0          |
| S. Herzberger    | 28            | 7             | 4             | 0             | 2                 | 0                 | 1                 | 0                 | 30       | 7      | 5           | 0          |
| C. Hock          | 29            | 3             | 3             | 0             | 2                 | 0                 | 0                 | 0                 | 31       | 3      | 3           | 0          |
| S. Jakic         | 0             | 0             | 0             | 0             | 0                 | 0                 | 0                 | 0                 | 0        | 0      | 0           | 0          |
| J. Klopp         | 31            | 4             | 9             | 1             | 1                 | 1                 | 0                 | 0                 | 32       | 5      | 9           | 1          |
| J. Kramny        | 32            | 5             | 5             | 1             | 2                 | 0                 | 0                 | 0                 | 34       | 5      | 5           | 1          |
| M. Kreuz         | 1             | 0             | 1             | 0             | 0                 | 0                 | 0                 | 0                 | 1        | 0      | 1           | 0          |
| S. Kuhnert       | 15            | 0             | 1             | 0             | 0                 | 0                 | 0                 | 0                 | 15       | 0      | 1           | 0          |
| T. Lieberknecht  | 7             | 0             | 0             | 0             | 0                 | 0                 | 0                 | 0                 | 7        | 0      | 0           | 0          |
| R. Nagy          | 13            | 0             | 2             | 0             | 0                 | 0                 | 0                 | 0                 | 13       | 0      | 2           | 0          |
| P. Neustädter    | 26            | 1             | 3             | 0             | 2                 | 0                 | 1                 | 0                 | 28       | 1      | 4           | 0          |
| A. Ouakili       | 14            | 10            | 1             | 0             | 2                 | 1                 | 0                 | 0                 | 16       | 11     | 1           | 0          |
| A. Panait        | 9             | 0             | 3             | 0             | 0                 | 0                 | 0                 | 0                 | 9        | 0      | 3           | 0          |
| D. Probst        | 1             | 0             | 0             | 0             | 0                 | 0                 | 0                 | 0                 | 1        | 0      | 0           | 0          |
| L. Schmidt       | 31            | 0             | 3             | 1             | 2                 | 0                 | 2                 | 0                 | 33       | 0      | 5           | 1          |
| S. Schwarz       | 1             | 0             | 0             | 0             | 0                 | 0                 | 0                 | 0                 | 1        | 0      | 0           | 0          |
| F. Sohler        | 29            | 3             | 5             | 0             | 2                 | 0                 | 0                 | 0                 | 31       | 3      | 5           | 0          |
| A. Spyrka        | 27            | 0             | 9             | 1             | 2                 | 0                 | 1                 | 0                 | 29       | 0      | 10          | 1          |
| U. Stöver        | 1             | 0             | 0             | 0             | 0                 | 0                 | 0                 | 0                 | 1        | 0      | 0           | 0          |
| M. Tanjga        | 26            | 1             | 6             | 0             | 1                 | 0                 | 0                 | 0                 | 27       | 1      | 6           | 0          |
| D. Wache         | 17            | 0             | 0             | 0             | 2                 | 0                 | 0                 | 0                 | 19       | 0      | 0           | 0          |